# Sonos Cliq
Sonos Cliq (Eigenschreibweise: $ONO$ CLIQ) ist ein deutsches Hip-Hop-Duo aus Aachen.

## Bandgeschichte
Sonos Cliq wurde etwa 2014 von den beiden Künstlern Radrik Gee und Jonko2x in Aachen gegründet. Sie traten zunächst zusammen auf kleinen Partys auf und begannen ihre Musik über Soundcloud zu veröffentlichen. Ihr erster großer Erfolg wurde die Single Kaassoufflé, die mehr als 2000 mal angeklickt wurde und die kulinarische Sehnsucht nach dem frittierten niederländischen Snack kaassoufflé behandelt. Das Besondere an dem Titel war, dass er auf einen Hardstyle-Beat gerappt wurde. 2021 waren sie für den PopNRW-Preis als Newcomer nominiert.
Sie unterschrieben bei Four Music und veröffentlichten am 5. Mai 2023 ihr erstes, selbstproduziertes Album Kumpelmusik Vol. 1. Die zusammen mit dem Produzentenduo Drunken Masters produzierte Single Bauchnabelpiercing erreichte in den deutschen Singlecharts Platz 34 und trendete auch auf TikTok.

## Musikstil
Sonos Cliq verwenden für ihre Hip-Hop-Songs Elemente aus dem Hardstyle sowie Elektrobeats ähnlich wie MC Bomber und Shacke One. Einige Rapsongs enthalten Elemente der niederländischen Sprache, da Radrik Gee ursprünglich aus den Niederlanden stammt. Die Texte haben einen starken persönlichen Bezug und spielen auf ihr Leben in Aachen an.

## Diskografie

### Alben
- 2023: Kumpelmusik Vol. 1 (Kumpelmusik/Four Music)
- 2025: ZWEIMAL ALLES (Kumpelmusik/Four Music)

### Mixtapes
- 2017: Very Groggy Freestyle Tape Vol. 1
- 2017: Unter sich (mit Axelente)[6]

### Singles
- 2022: Rille
- 2023: Odemeni
- 2023: Wenn die Stadt schläft
- 2023: All Good Things
- 2023: Weekend (mit Uncle F)
- 2024: Oh Schatje
- 2024: Bauchnabelpiercing (mit Drunken Masters)
- 2024: Nur ein Wort (mit Drunken Masters)
- 2024: Du & Ich (mit kyng smog)
- 2024: Sunrise (mit prodbypengg)
- 2024: AUF MODUS (mit Addikt102, Stacks102 und 102 Boyz)
- 2024: Typisch
- 2025: Hausverbot